# Тённер (коммуна)
Тённер (дат. Tønder Kommune) — датская коммуна в составе области Южная Дания. Площадь — 1252,39 км², что составляет 2,91 % от площади Дании без Гренландии и Фарерских островов. Численность населения на 1 января 2008 года — 40367 чел. (мужчины — 20127, женщины — 20240; иностранные граждане — 2050).

## История
Коммуна была образована в 2007 году из следующих коммун:
- Бредебро (Bredebro)
- Хёер (Højer)
- Лёгумклостер (Løgumkloster)
- Нёрре-Рангструп (Nørre-Rangstrup)
- Скербек (Skærbæk)
- Тённер (Tønder)

## Железнодорожные станции
- Бредебро (Bredebro)
- Брёнс (Brøns)
- Дёструп Сённерьюлланн (Døstrup Sønderjylland)
- Райсбю (Rejsby)
- Скербек (Skærbæk)
- Тённер Нор (Tønder Nord)
- Тённер (Tønder)
- Висбю (Visby)

## Изображения

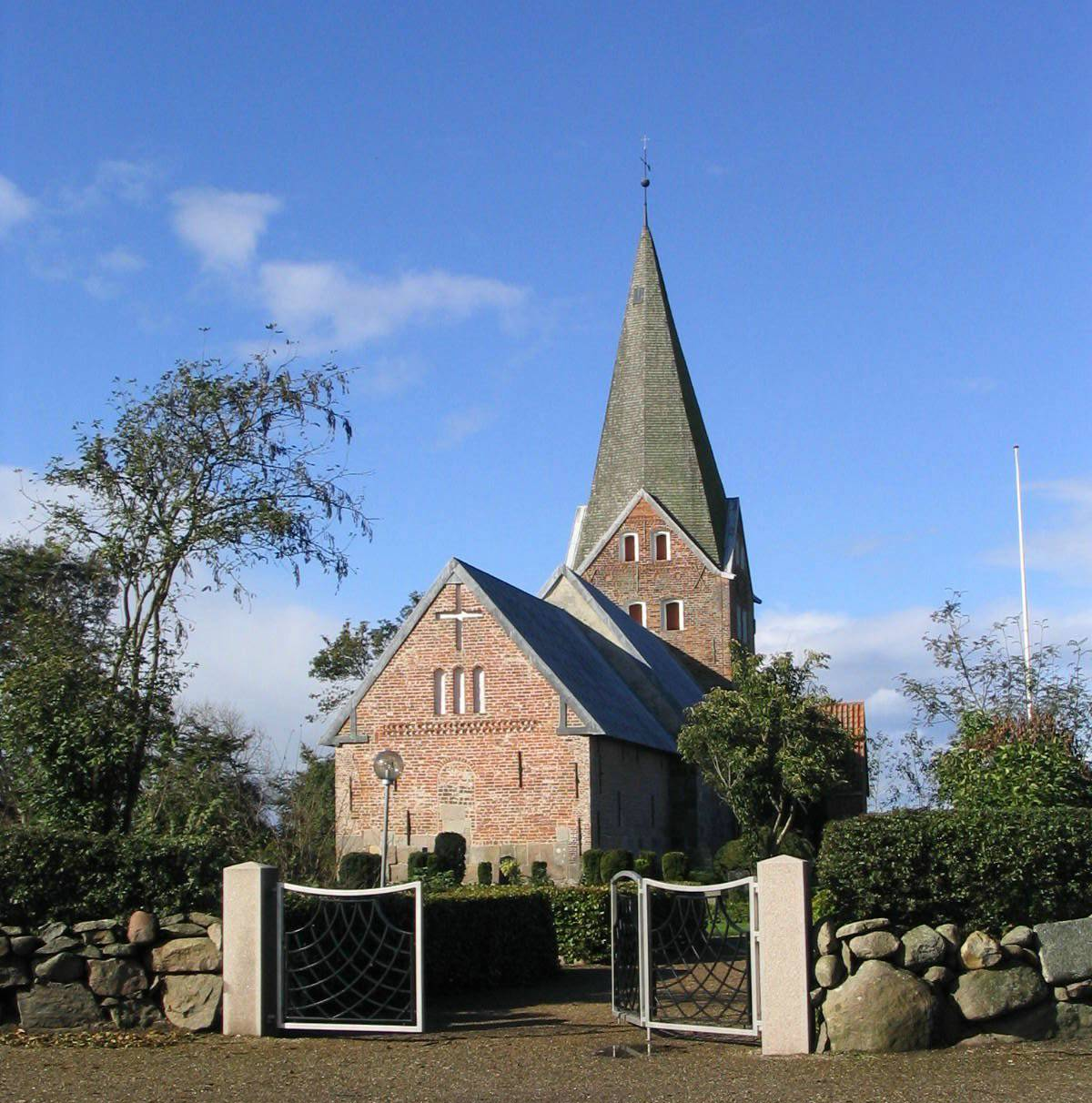